# Gyles House

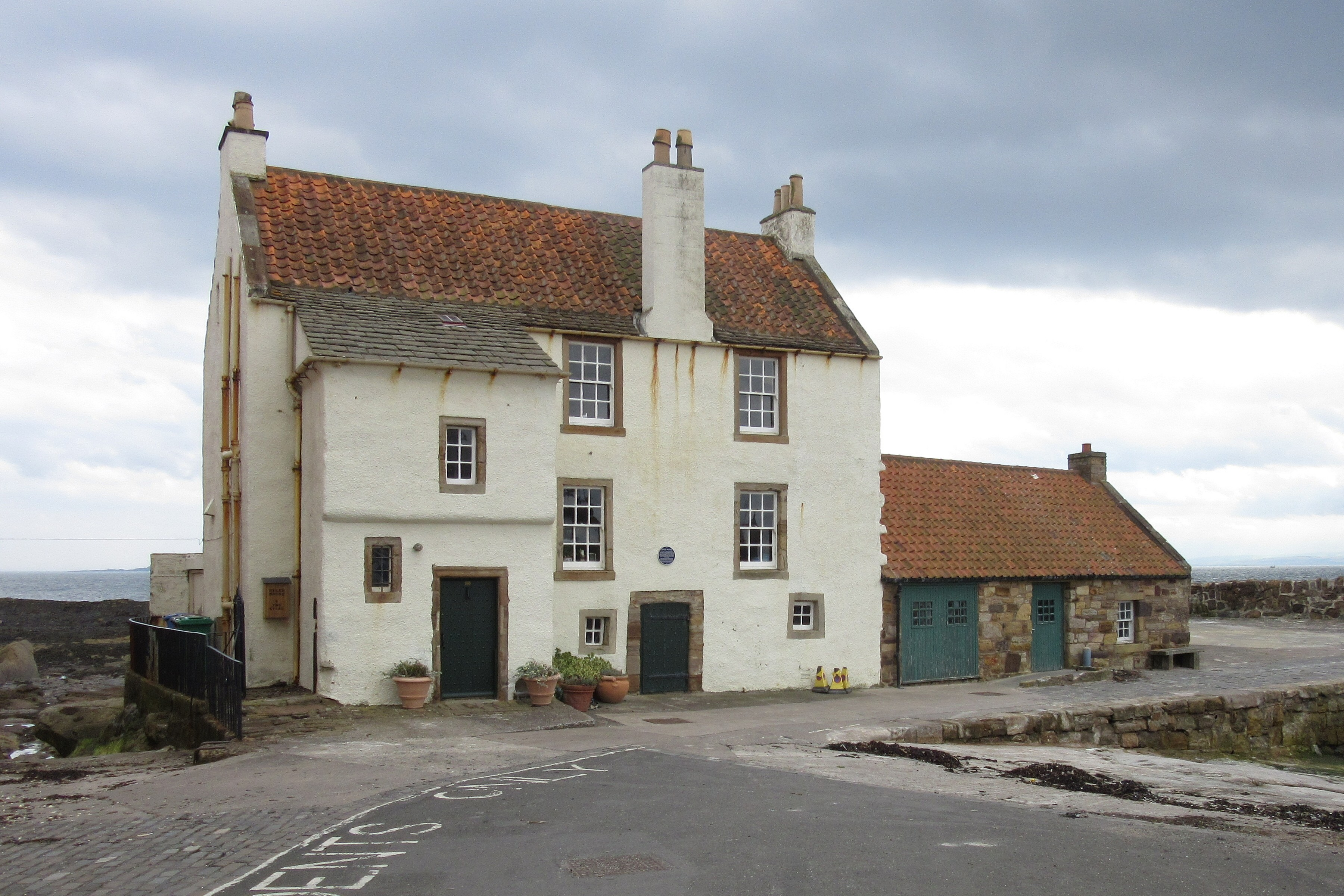
Gyles House

Gyles House ist ein Wohngebäude in der schottischen Ortschaft Pittenweem in der Council Area Fife. 1972 wurde das Bauwerk als Einzeldenkmal in die schottischen Denkmallisten in der höchsten Kategorie A aufgenommen.

## Geschichte
Der wohlhabende Kapitän James Cook (Es handelt sich nicht um den berühmten Seefahrer und Entdecker James Cook, der rund 100 Jahre später geboren wurde.) ließ das Gebäude im Jahre 1626 als Wohnhaus errichten. Cook beeinflusste die britische Geschichte 1651, als er das Schiff steuerte, mit dem Karl II. 1651 im dritten englischen Bürgerkrieg vor Cromwells Truppen nach Frankreich floh.
Der Maler John Henry Lorimer ließ 1930 das Haus renovieren und lebte hier bis zu seinem Tod 1936. Anschließend bewohnte sein Neffe, der Bildhauer Hew Lorimer, das Haus. Hew Lorimer war der Sohn des Architekten Robert Lorimer. In den 1960er Jahren wurde Gyles House restauriert. Für die Kosten in Höhe von 17.000 £ kam der National Trust for Scotland auf. Die Arbeiten führten Wheeler & Sproson aus.

## Beschreibung
Gyles House steht direkt am Hafen Pittenweems am Firth of Forth. An der westexponierten Hauptfassade tritt ein Vorbau mit Schleppdach hervor. Von den mit Harl verputzten Fassaden sind die Gebäudeöffnungen mit Natursteineinfassungen farblich abgesetzt. Das Dach ist teils mit Schiefer eingedeckt. Rückseitig schließt sich ein zweistöckiger Flügel mit Staffelgiebeln an. Sein Mauerwerk besteht aus Bruchstein.